# Умное голосование
«У́мное голосова́ние» — стратегия, выдвинутая командой Алексея Навального с целью снижения результатов партии власти «Единая Россия» и административных кандидатов на муниципальных, региональных и федеральных выборах. Российские власти блокировали «Умное голосование», наряду со всеми проектами «Фонда борьбы с коррупцией».
Стратегия обнародована осенью 2018 года и ориентирована на протестный электорат. Применялась в отдельных кампаниях 2019—2020 годов, использовалась на думских выборах 2021 года. На мажоритарных выборах избирателю предлагается поддержать оппозиционного кандидата с наибольшими шансами на победу в конкретном округе против «Единой России». На выборах по партийным спискам рекомендуется избрать партию, потенциально проходящую электоральный барьер, а на губернаторских выборах — любого кандидата, кроме представителя власти. Создатели платформы предлагают узнавать рекомендуемых кандидатов, используя сайт «Умного голосования», телеграм-бот или мобильное приложение «Навальный».
Накануне выборов в Думу VIII созыва Роскомнадзор внёс сайт «Умного голосования» в реестр запрещённых. Вслед за этим «Яндекс» удалил из поиска ссылки на сайт «Умного голосования», компании Google и Apple удалили приложение «Навальный» из российских интернет-магазинов Google Play и App Store, а Telegram заблокировал бота «Умного голосования» на время выборов.

## Принципы стратегии
Наиболее значимая часть стратегии «Умного голосования» касается выборов, проводимых по мажоритарной системе относительного большинства. В них побеждает набравший наибольшую долю голосов кандидат. По мнению некоторых политологов, система относительного большинства далеко не идеальна и может дать грубо противоречащий общественным настроениям результат, так как не отражает мнение избирателя о кандидатах, за которых он не проголосовал. В остроконфликтном обществе она искажает истинную картину предпочтений и опасна для демократии.
Если кандидатов-оппозиционеров много, уровень их известности невысок (и избиратели часто ориентируются на то, какая партия поддерживает претендента), а рейтинг партии власти с запасом превосходит рейтинг любой иной партии, то конкретный оппозиционер, по чисто статистическим причинам, почти не имеет шанса избраться. Следовательно, при выборе кандидата для консолидации следует опираться только на шансы конкретного политика выиграть выборы и не учитывать политическую ориентацию. Близкие к Навальному аналитики берут на себя роль политических консультантов и, опираясь на данные социологов, выделяют кандидата для консолидации протестного электората.
Долгое время «Единая Россия» имела лидерский авторитет, и на выборах Думы VII созыва в 2016 году получила на 105 мандатов больше, чем на выборах Думы VI созыва в 2011 году. Ситуация изменилась летом-осенью 2018 года, когда был принят закон о повышении пенсионного возраста — вопреки многократным заверениям властей об отсутствии подобных намерений. За соответствующий законопроект в Думе проголосовала только фракция «ЕР», что негативно отразилось на её рейтинге и создало подходящие условия для стратегии «Умного голосования».

## История
28 ноября 2018 года Алексей Навальный заявил о запуске проекта «Умное голосование». Изначально система была направлена главным образом на то, чтобы лишить выдвиженцев от партии «Единая Россия» победы на выборах на муниципальных депутатов в Санкт-Петербурге и в Мосгордуму 8 сентября 2019 года. Навальный объяснял стратегию так: «Сами партии не могут договориться и выставлять единого кандидата против „Единой России“. Зато об этом можем договориться мы. Мы разные, но у нас одна политика — мы против монополии „Единой России“. Всё остальное — математика. Если мы все поступим по-умному и проголосуем за сильнейшего из кандидатов, то он выиграет, а единоросс — проиграет». По словам Владимира Милова, «идея родилась из опыта успешного протестного голосования на региональных выборах 2018 года, где в ряде регионов власти проиграли губернаторские кампании, невзирая на то, что сняли с дистанции, казалось бы, всех сильных оппонентов и оставили лишь „технических“ кандидатов». Политолог Григорий Голосов характеризует УмГ как «подход к стратегическому голосованию, разработанный для авторитарных выборов по системе относительного большинства».
7 декабря 2018 года Роскомнадзор заблокировал сайт 2019.vote за нарушения прав субъектов персональных данных. Пресс-секретарь надзорной службы Вадим Ампелонский заявил, что на сайте Алексея Навального нет чётко прописанной политики конфиденциальности, а сами данные граждан в нарушение закона хранятся за рубежом. Во время судебного разбирательства в ответ на заявление представителя Навального о том, что на сайте «Умного голосования» не ведётся сбор персональных данных, представитель Роскомнадзора заявила, что обработка персональных данных доказывается наличием на сайте счётчиков «Google.Аналитика» и «Яндекс. Метрика». После блокировки сайта 2019.vote проект переехал на домен appspot.com, принадлежащий компании Google.
«Фонд борьбы с коррупцией» и сторонники Алексея Навального активно участвовали в «Умном голосовании» в кампаниях 2019 и 2020 годов. Планируется, что система будет использована на выборах в Госдуму в сентябре 2021 года.
6 мая 2021 года YouTube заблокировал доступ к нескольким видеороликам и видеотрансляциям, в описании которых была ссылка на сайт «Умного голосования», а администраторы соответствующих каналов («Новая газета», «Sota Vision», Илья Яшин, Владимир Милов и др.) получили предупреждения, что данная ссылка нарушает правило о запрете «спама, обмана и мошенничества». Спустя несколько часов видеохостинг восстановил доступ к роликам, признав, что блокировка была ошибочной, и принёс извинения.
23 июня 2021 года стало известно, что Роскомнадзор обратился в Google с просьбой заблокировать сайт «Умного голосования». Одновременно «Коммерсантъ» сообщал, что перед регистрацией в системе «Умного голосования» пользователь должен дать согласие на обработку своих персональных данных. Оператором по-прежнему выступает ООО «Страна приливов», а ответственным лицом — директор Фонда борьбы с коррупцией Иван Жданов. Ранее, 9 июня 2021 года ФБК, а также Фонд защиты прав граждан (ФЗПГ) и сеть региональных штабов были включены в список экстремистских организаций. Таким образом, как указывало издание, «осуществление проекта может быть расценено как „продолжение деятельности экстремистской организации“», что наказывается лишением свободы до 6 лет.
21 июля 2021 года на сайте Habr разработчик Никита Угрюмов выложил отчёт о «дыре» в безопасности сайта «Умного голосования», обнаруженной им в июне. Сторонним людям была доступна база новых почтовых адресов за 40 дней. IT-отдел сервиса признал проблему.
27 июля 2021 года Федеральная служба по интеллектуальной собственности (Роспатент) одобрила заявку компании «Вулинтертрейд» из Ставропольского края на товарный знак «Умное голосование». Компания специализируется на переработке и продаже овечьей шерсти. Зарегистрированный знак идентичен логотипу политического проекта. Юристы, опрошенные изданием Ura.ru, указывали, что новый патент фактически делает невозможным использованием названия и символики в избирательных кампаниях, так как закон предусматривает конфискацию таких товаров, оборудования и материалов для их производства. Незаконное использование товарного знака грозит административной или уголовной ответственностью (до 6 лет заключения для группы лиц). Также потенциально правообладатель «Умного голосования» может требовать удаления логотипа с сайта проекта.
3 сентября 2021 года Арбитражный суд города Москвы вынес определения о запрете поисковым системам Google и Яндекс использовать словосочетание «Умное голосование» в поисковой выдаче. Запрет принят в рамках рассмотрения исков компании «Вулинтертрейд». Позже Яндекс заявил, что намерен обжаловать данное решение: «Из документа совершенно непонятно, что конкретно нас обязывают сделать и как это можно реализовать».
6 сентября Роскомнадзор заблокировал сайт «Умного голосования» за связь c ФБК, которая ранее была признана экстремистской и которой было запрещено участие в политической жизни страны. 7 сентября 2021 года Яндекс удалил из поисковой выдачи ссылки на сайт «Умного голосования», так как он связан с ФБК.

## Кампании

### 2019
3 сентября 2019 года Алексей Навальный назвал кандидатов, поддержанных «Умным голосованием». Систему использовали в 31 регионе и 39 избирательных кампаниях: в Москве, Санкт-Петербурге, Новгородской области, Вологде, Тульской области, Брянской области, Орловской области, Республике Крым, Севастополе, Волгоградской области, Пензе, Элисте, Владикавказе, Республике Татарстан, Республике Марий Эл, Салехарде, Свердловской области, Кургане, Новосибирске, Республике Алтай, Республике Тыве, Иркутске, Улан-Удэ, Чите, Благовещенске, Хабаровском крае, Биробиджане, Южно-Сахалинске и Анадыре.
Руководство «Фонда борьбы с коррупцией» давало противоречивые оценки кандидатам от УмГ. Алексей Навальный говорил: «…есть потрясающие замечательные люди, многих из которых я знаю много лет. Они участвовали в протестных акциях, они и сейчас участвуют. Впрямую призывали, они смелые и замечательные люди. Они не в большинстве, но их немало. И это не единицы». В то же время Леонид Волков в интервью «Медузе» заявил, что в окончательном списке «будет пара приличных людей, но в основном — сброд».

#### Мосгордума
В свою очередь, представители КПРФ, взявшие 13 из 20 «оппозиционных» мандатов, говорили, что это был в значительной степени успех самой партии, без значимой роли УмГ. Представитель движения «Голос» Станислав Андрейчук говорил о значимой роли УмГ для победы коммунистов. Эксперт Московского центра Карнеги Андрей Колесников отмечал, что благодаря поддержке «Умным голосованием» партии КПРФ «Мосгордума оказалась похожа на федеральный парламент, москвичи получили не демократическую фракцию, а коммунистическую — и она является частью власти». Примерно эту же оценку дал лидер «Яблока» Григорий Явлинский: «Считаем грубой ошибкой призывать голосовать за коммунистов-сталинистов».
В марте 2020 аналитики «Яблока» Иван Большаков и Владимир Перевалов выпустили исследование, в котором проанализировали эффект «Умного голосования» на выборах в Мосгордуму. Они пришли к выводу, что победа оппозиционных кандидатов на выборах в Мосгордуму в 2019 году стала возможной благодаря росту протестных настроений и снижению конкуренции внутри оппозиции из-за недопуска оппозиционных кандидатов. При этом платформа «Умное голосование» Алексея Навального в среднем улучшила результаты кандидатов от оппозиции на 5,6 %, но в то же время сыграла неоднозначную роль: помогло одним оппозиционным кандидатам, но при этом помешало другим. Представительница «Яблока» Дарья Беседина отмечала, что с учётом её активной кампании вес вклада УмГ невозможно определить. Одним из безусловно «пострадавших» стал независимый кандидат Роман Юнеман, которому отказали в поддержке в пользу кандидата от КПРФ, экономиста Владислава Жуковского, и в итоге в округе победила Маргарита Русецкая от «Единой России».
Политолог Александр Пожалов проанализировал влияние «Умного голосования» на результаты выборов. Он отметил, что в целом «Умное голосование» добилось своих целей, поскольку мандаты получили сразу 20 несогласованных кандидатов, но при этом в ряде случаев оно скорее помогло одержать победу кандидатам, поддержанным мэрией. Наиболее яркие примеры эффективности «Умного голосования», по мнению Пожалова, случились в округах № 3 и 45, где победы одержали кандидаты, которые даже не вели избирательной кампании. Также оно оказалось эффективным при поддержке кандидатов от «Яблока», которые уверенно выиграли все 4 округа, в которых баллотировались. Удачным был также выбор кандидатов от КПРФ в периферийных спальных районах, где повестка партии оказалась созвучна настроениям жителей. Ошибочной политолог считает поддержку ряда кандидатов от «Справедливой России», рейтинг которой в столице существенно упал после 2014 года. Наиболее яркие примеры такой ситуации — округа № 13 и 28, где поддержанные «Умным голосованием» кандидаты от «Справедливой России» набрали соответственно всего на 100 и 700 голосов больше, чем кандидаты от КПРФ. Наиболее очевидный пример, когда «Умное голосование» помогло избраться кандидату от «Единой России», — округ № 30, где поддержанный кандидат занял только третье место, а занявшему второе место Роману Юнеману не хватило всего 85 голосов для победы. Ошибкой политолог считает также и выбор кандидатов для «Умного голосования» в некоторых округах северо-запада столицы (№ 4, 5 и 9), где были поддержаны кандидаты от КПРФ. В соседних округах достаточно легко выигрывали представители либеральной оппозиции (кандидаты от «Яблока»), потому выбор идеологически чуждых местным избирателям коммунистов оставил часть протестно настроенных избирателей дома. С другой стороны, по мнению социолога, власти тоже совершали ошибки. Например, снятие кандидатов от «Яблока» в округах № 11 и 44 помогло консолидировать протестные голоса кандидатам от КПРФ и в итоге выиграть в этих округах. Тот же эффект был и в округе № 8 от снятия Ивана Жданова. Впоследствии Леонид Волков частично согласился с выводами Пожалова, признав выбор «Умного голосования» в округах № 13, 28 и 30 ошибочным.
Журналист и муниципальный депутат Илья Азар сразу после выборов говорил, что «все почему-то радуются удачному (но не победному) результату системной оппозиции (которая все равно будет голосовать солидарно с ЕР) на выборах в Мосгордуму». Через год, оценивая работу Мосгордумы, издание Meduza отмечало, что мэрии удалось переманить ряд депутатов из «Справедливой России» и КПРФ на свою сторону.

#### Санкт-Петербург
В Санкт-Петербурге кандидаты от «Умного голосования» на муниципальных выборах в Санкт-Петербурге получили 366 мандатов из 1560. В 2014 году кандидаты от «Единой России» получили 1400 мандатов из 1560. Григорий Голосов и Михаил Турченко проанализировали влияние УмГ на результаты кампании и пришли к выводу, что избиратели ориентировались на рекомендации УмГ, что давало кандидату дополнительно 7 % голосов, и это сокращало результаты выдвиженцев от «Единой России».

#### Хабаровский край
На выборах в заксобрание Хабаровского края 2019 года ЛДПР получила 29 из 36 мест. Леонид Волков объявил, что это победа «Умного голосования», так как его кандидаты одержали победу в 19 округах из 24. Глава президиума фракции ЛДПР в Госдуме, вице-спикер нижней палаты парламента Игорь Лебедев сказал, что рекордные результаты партии обусловлены лишь поддержкой со стороны избирателей и популярностью губернатора от ЛДПР Сергея Фургала и не являются заслугой «Умного голосования».

### 2020
В единый день голосования 13 сентября 2020 года штабы Алексея Навального напрямую поддержали 54 кандидатов, большинство из них пошли на выборы самовыдвиженцами, некоторые — в составе «Яблока» и КПРФ. Ещё 1,1 тыс. кандидатов на выборах разного уровня поддержали через механизм УмГ. По подсчётам издания «Коммерсантъ», победили как минимум 138 из 850 поддержанных УмГ кандидатов. Наиболее успешными для проекта его организаторы считают выборы в городские парламенты Томска (прошли 18 кандидатов из 27), Новосибирска (14 из 50, в том числе координатор регионального штаба Сергей Бойко) и Тамбова (16 из 18).
В осеннюю избирательную кампанию кандидаты платформы УмГ соперничали с «Объединёнными демократами», которые курируются организацией Михаила Ходорковского «Открытая Россия». Проект выдвинул более 500 оппозиционных кандидатов, около 60 из которых выиграли выборы. Третье крыло оппозиции представляли «Городские проекты» Максима Каца, выдвинувшие 110 кандидатов и получившие 7 мандатов. «Коммерсантъ» отмечал, что УмГ, как и в кампанию 2019 года, не ставило целью поддержку кандидатов от внесистемной оппозиции, предлагая голосовать за самого сильного оппонента «Единой России», вне зависимости от его партийной принадлежности. В основном поддержку получали кандидаты от парламентских партий (по данным «Открытых медиа», 57 % кандидатов «Умного голосования» на областных выборах — из КПРФ), кандидаты от «Яблока» и даже кандидатов партий-«спойлеров».
После выборов Кац и Волков вступили в заочный спор после того, как Волков сказал, что одной из немногих ошибок «Умного голосования» было решение поддержать большое количество кандидатов от движения «Городские проекты». Кац в ответ посетовал, что «хороших наших кандидатов, искренних и оппозиционных ребят, которые вели кампании, часто сильные, не поддержали, а вместо них поддержали функционеров системных партий». Член федерального комитета «Яблока» Лев Шлосберг упрекал УмГ за политическую неразборчивость, в частности, за то, что оно помогло победить на выборах в Новосибирский городской Совет «агрессивному националисту, соорганизатору боевых действий в Донбассе, вероятно, пользующемуся поддержкой ФСБ, стороннику политики Путина Ростиславу Антонову против кандидата от „Яблока“ эколога Натальи Чубыкиной». В том же Новосибирске избранный при поддержке «Умного голосования» депутат Александр Мухарицын заявил, что войдёт во фракцию «Единая Россия».

### 2021

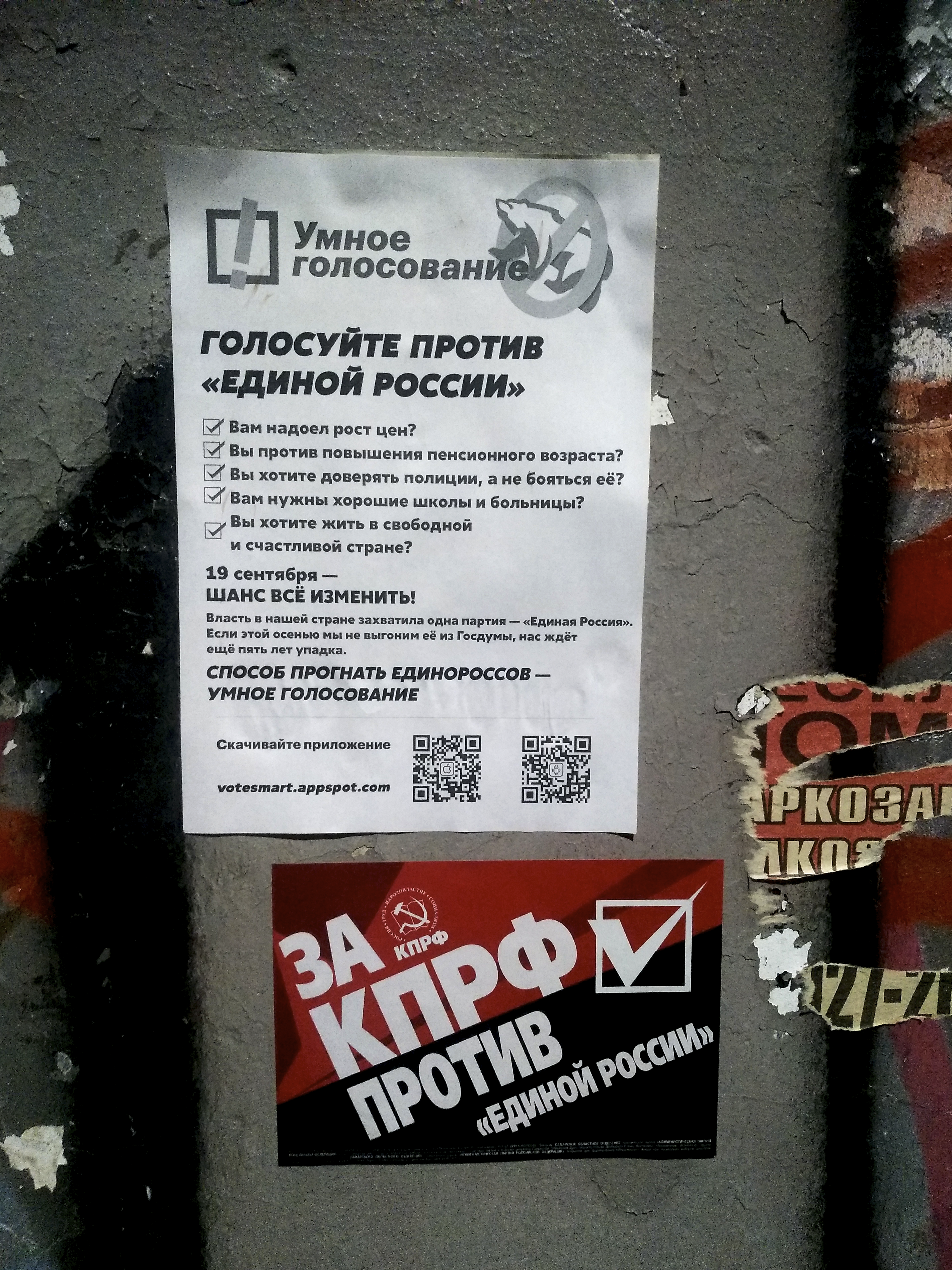
Предвыборная агитация «Умного голосования» и КПРФ против «Единой России»

В сентябре 2020 года Леонид Волков заявил, что система «Умного голосования» в 2021 году впервые будет использована по всей стране. С её помощью оппозиционеры планировали выиграть порядка 70—80 мандатов на сентябрьских выборах в Госдуму. Ближе к выборам Леонид Волков говорил, что «Умное голосование» будет вести борьбу, в основном, в 30—35 округах Москвы, Петербурга, Новосибирска, Екатеринбурга.
Также в этом году отказались от рекомендаций для местных выборов в городах населением менее 100 тысяч человек.
15 сентября Команда Навального опубликовала список «Умного голосования» на выборах в Госдуму. Абсолютное большинство кандидатов представляют КПРФ (137). В списке также есть 48 кандидатов от «Справедливой России», 20 — от ЛДПР, 10 — от «Яблока», 5 — от «Новых людей», 2 — от «Зелёных», 1 — от «Партии Роста», 1 — от «Коммунистов России» и 1 самовыдвиженец. Общее число рекомендованных кандидатов, в том числе и для выборов в региональные законодательные собрания, составило 1234 человека. Команда проекта отобрала их из более чем 8 тысяч имён.
В Госдуму прошли 15 кандидатов, поддержанных «Умным голосованием»: 8 кандидатов от КПРФ, 4 кандидата от партии «Справедливая Россия — Патриоты — За правду», 2 — от ЛДПР и 1 — от «Партии Роста».
Своей ошибкой команда Навального считает поддержку кандидата от «Справедливой России» Тумусова.

### 2022
В этом году проект «Умное голосование» модифицировал принципы отбора кандидатов. Теперь основным критерием для поддержки кандидата являются его антивоенные взгляды. На выборах, проходящих 11 сентября, «Умное голосование» даёт рекомендации только в отношении кандидатов в муниципальные депутаты Москвы.

### 2023
В этом году команда Навального предлагает избирателю проголосовать против войны и против единоросса. В полной мере рекомендации Умного голосования были выданы на выборах в городскую думу Екатеринбурга и законодательное собрание Якутии. Впервые в истории проекта «Умное голосование» призвало голосовать не только за отдельных кандидатов, но и за конкретный партийный список.

## Противодействие со стороны российских властей
Перед выборами в 2019 году появлялись сообщения о распространении ненастоящих листовок «Умного голосования», призывавших голосовать за того или иного кандидата, не поддержанного «Умным голосованием».
Перед выборами появлялись поддельные сайты «Умного голосования», с похожими адресами и идентичным оформлением. 6 сентября 2021 года был создан телеграм-бот «Разумное голосование», с изменёнными цветами в логотипе. Позже стало известно, что его создал краснодарский штаб партии «Новые люди».
В августе 2021 года сотрудники уголовного розыска стали приходить в гражданской одежде к людям, чьи адреса электронной почты были в похищенной в апреле 2021 года базе данных проекта команды Алексея Навального «Свободу Навальному», созданного для регистрации участия в митингах в поддержку Навального зимой 2021. По данным «ОВД-Инфо», с 17 по 20 августа полиция пришла к по меньшей мере 478 москвичам, среди которых был журналист «Новой газеты» Илья Азар, политик Дмитрий Гудков, координатор правовой помощи «ОВД-Инфо» Антон Тароянц, депутат Мосгордумы Михаил Тимонов и фигурант уголовного дела студенческого издания DOXA Владимир Метёлкин. Полицейские требовали объяснений о пожертвованиях ФБК и о том, как человек попал в базу данных, хотя сами они не объясняют свой доступ к этим данным; один из посещённых полицией сообщил об их желании получить от него заявление на Навального за незаконную передачу персональных данных. К 27 августа «ОВД-Инфо» сообщало о порядка 1200 визитах полицейских, не только в Москве, но и в Санкт-Петербурге.
2 сентября в Ростове-на-Дону была задержана активистка за плакат «Умного голосования», размещённого у неё в сторис в Инстаграме. Она получила пять суток ареста за пропаганду экстремистской символики (часть 1 статьи 20.3 КоАП РФ), через двое суток суд отменил арест, заменив его штрафом. 10 сентября в том же городе арестовали на 10 суток журналиста местного издания за публикации об «Умном голосовании».
По данным «Медузы», «Единая Россия» для противодействия «Умному голосованию» на думских выборах планирует использовать «выдвижение кандидатов-спойлеров, превращение мероприятий оппозиции в „цирк“, радикализацию и маргинализацию их требований». «Независимая газета» писала, что кандидаты «Коммунистов России» могут по согласованию с властью стать статистами «Умного голосования». Этой же точки зрения придерживались собеседники агентства Reuters, указывая, что «партии и кандидаты, которым люди Навального попробуют помочь <…>, находятся в кармане у Кремля».
3 сентября Арбитражный суд Москвы запретил компаниям Google и Yandex выдавать в поисковых строках запрос «умное голосование». Запреты вынесены в качестве обеспечительных мер по искам ставропольской компании «Вулинтертрейд», которая занимается продажей овечьей шерсти. «Русская служба Би-би-си» приводит информацию, что ранее компания зарегистрировала товарный знак «Умное голосование» менее, чем за месяц, тогда как стандартная ускоренная регистрация, согласно данным регистрирующего органа, длится до двух месяцев. Бывший директор ФБК Иван Жданов сообщил, что решение суда является незаконным, поскольку «Умное голосование» — не предмет коммерческого оборота, так как используется сторонниками Алексея Навального на протяжении нескольких лет, что, по его мнению, говорит о злоупотреблении права истцом. Согласно журналистскому расследованию BBC, компания «Вулинтертрейд» может быть связана с силовиками.
10 сентября 2021 года Пролетарский суд Ростова-на-Дону арестовал на 10 суток члена территориальной избирательной комиссии с правом решающего голоса, главного редактора независимого издания «Голос» Игоря Хорошилова. Его обвинили в публичном демонстрировании символики экстремистских организаций (статья 20.3 КоАП РФ) из-за публикации поста об «Умном голосовании» в фейсбуке. Его задержали утром 10 сентября на автобусной остановке, когда он шёл на работу. Полицейские изъяли у него телефон и доставили журналиста в городской отдел полиции № 7 Пролетарского района. Протокол об административном задержании в отделении полиции составлялся в соседней комнате без присутствия адвоката и самого Хорошилова. При этом согласно закону «Об основных гарантиях избирательных прав» (статья 29, пункт 18) члены избирательной комиссии обладают статусом неприкосновенности.
10 сентября регистрировавшиеся на сайтах в поддержку Алексея Навального начали получать письма с фальшивыми рекомендациями голосовать в рамках проекта «Умное голосование».
10 сентября официальный представитель МИД России Мария Захарова в интервью «Радио России» заявила, что интернет-адреса серверов проекта «Умного голосования» преимущественно находятся в США, а компании, которые участвовали в разработке сайта, «так или иначе связаны с Пентагоном».
17 сентября под угрозой штрафов и уголовной ответственности «Яндекс» удалил сайт «Умного голосования» из поиска, а компании Google и Apple удалили приложение «Навальный» из Google Play и App Store.
18 сентября Telegram заблокировал бота «Умное голосование», сославшись на «день тишины», в то время как практика проведения «дня тишины» на многодневных выборах в РФ была законодательно отменена в апреле 2021 года и сейчас запрет на агитацию начинает действовать только с началом голосования. При этом не были заблокированы «двойники» «Умного голосования», такие как «Разумное голосование», запущенное краснодарским отделением партии «Новые люди». Позднее Дуров сказал, что борьба с местным регулятором была бы бесполезна «без поддержки Apple и Google», так же он сказал, что минувшие выходные были неподходящим моментом для начала борьбы.
18 сентября компания Google потребовала от сторонников Алексея Навального удалить два документа в Google Docs, в которых содержатся списки кандидатов, рекомендуемых «Умным голосованием». Вскоре компания самостоятельно заблокировала оба документа. Днём 19 сентября Роскомнадзор потребовал от компании заблокировать два пересозданных списка.
Также 18 сентября «Роскомнадзор» потребовал от Google удалить три видеоролика со списками кандидатов на YouTube. Около 22:00 того же дня сервис заблокировал ролики.
9 октября 2021 года Google восстановила приложение «Навальный» для российских пользователей. По словам Ивана Жданова, корпорация также вернула ролики и документы, заблокированные во время выборов.
9 февраля 2022 года феминистическую активистку и писательницу Дарью Серенко арестовали на 15 суток за пост с символикой «Умного голосования», а на следующий день Тверской районный суд Москвы рассмотрел составленный на неё протокол по статье о демонстрации экстремистской символики. Протокол составили из-за критического поста о кандидатке в Госдуму от «Единой России» Татьяне Буцкой, в котором виден логотип «Умного голосования» — красный восклицательный знак в белом квадрате с синей рамкой. В документе упоминается исследование АНО Центра содействия развитию гуманитарных экспертиз «Независимый эксперт», согласно которому логотип «Умного голосования» имеет «идентичное сходство и представляет собой изображение символики экстремистской организации: общественное движение „Штабы Навального“». При этом в решении признавшего структуры Навального экстремистским Мосгорсуда нет описания символики ФБК, штабов, как их нет и в уставах самих организаций; по этой причине и из-за реестра экстремистской символики суды вынуждены каждый раз обращаться к экспертам.

## Оценки
24.08.2020 политолог Аббас Галлямов назвал «Умное голосованием» самым эффективным способом борьбы с главным политическим инструментом властей — контролем над системой регистрации кандидатов. Галлямов отметил, что суть стратегии в том, чтобы оппозиционно настроенные избиратели, недовольные небогатым выбором, представленным в бюллетенях, консолидированно шли на участки и голосовали за одного-единственного кандидата — того, кто наиболее неприятен властям.
29.08.2019 политолог Александр Кынев высказал мнение о том, что в условиях авторитарного режима, когда списки кандидатов на выборах отфильтрованы, «Умное голосование», то есть голосование за наиболее сильных оппонентов власти, — это единственная осмысленная стратегия, единственный способ «деморализовать власть». В сентябре 2019 года политолог Кирилл Рогов высказал мнение, что стратегия «Умного голосования» «оптимальна на губернаторских выборах, а также на выборах по партийным спискам, потому что ведёт к серьёзным символическим поражениям тех, кто организует псевдовыборы» — но в то же время, «видимо, имеет очень ограниченный смысл на мажоритарных выборах». В 2019 году политтехнолог Станислав Белковский назвал «Умное голосование» не очень эффективной стратегией, позволяющей, однако, её автору, в случае проигрыша своего кандидата, выгоднее смотреться на его фоне и заработать на этом дополнительные «политические очки». 31.08.2020 политолог Владимир Слатинов обратил внимание на копирование «Единой Россией» в Липецке стратегии Умного голосования, что, по его мнению, говорит об эффективности «Умного голосования» и его опасности для партии власти. 21.09.2020 политолог Григорий Голосов указал, что «при авторитарных выборах, к которым допускаются лишь системные партии, „Умное голосование“ — единственная из возможных стратегий, которая способна стать серьёзной проблемой для властей». На основе своих исследований результатов губернаторских выборов в Санкт-Петербурге 2019 года и ряда региональных выборов 2020 года он оценивал вклад Умного голосования в 5 %, что может оказать существенное влияние на выборах в одномандатных округах при честном голосовании. 20.09.2021 профессор Европейского университета в Санкт-Петербурге и Хельсинкского университета Владимир Гельман отметил, что на парламентских выборах 2021 года проект способствовал мобилизации части протестного электората.
27.08.2019 Гарри Каспаров заявил о том, что считает неприемлемым поддерживать кандидатов от «системных партий», так как «они никогда не пойдут против Кремля». Похожую точку зрения 03.09.2019 высказал и журналист Леонид Бершидский: «Голосуя назло тов. майору за мутных персонажей из ручных псевдопартий, человек как бы не понимает, что тов. майор тщательно отобрал этих персонажей и уже с ними договорился — или ему и договариваться не надо, потому что он знает, за какие ниточки дёргать». Руководитель фракции «Яблоко» в Законодательном собрании Санкт-Петербурга Борис Вишневский осенью 2019 также высказался о том, что «не стоит голосовать за всякий сброд, ведь кандидаты из других партий всё равно станут провластными».
24.09.2020 член федерального политического комитета партии «Яблока» Лев Шлосберг заявил о том, что «Умное голосование» сводится к эксплуатации электоральной статистики и его идея противоречит стратегической работе демократов. В ноябре 2021 года Шлосберг заявил, что «„Умное голосование“ — это один из самых чудовищных политических проектов, существующих в нашей стране, разрушающий естественные устои отношений граждан и политиков. Он призывает к цинизму, к личному политическому предательству и к полной всеядности и беспринципности». Председатель «Яблока» Николай Рыбаков в 2021 году называл проект «самым циничным, что я видел за многие годы в российской политике». В том же году политический комитет «Яблока» назвал любую поддержку других партий в форме «Умного голосования» и политики Алексея Навального несовместимой с членством в партии, в связи с чем уличённых в такой поддержке членов будут снимать с регистрации, лишая права влиять на партийные решения.
В 2019 году Михаил Ходорковский раскритиковал организаторов «Умного голосования» за то, что они не приводят критериев, по которым поддерживают того или иного кандидата. После выборов в Московскую городскую думу Ходорковский высказывал претензии в связи с тем, что «Умное голосование» поддержало заведомо менее сильного кандидата, коммуниста Владислава Жуковского, который даже с поддержкой УмГ набрал меньше голосов, чем независимый кандидат Роман Юнеман, в результате чего в этом округе победил кандидат от «Единой России». Кроме того, Ходорковский утверждал, что кандидаты от КПРФ Николай Губенко и Леонид Зюганов, за которых агитировало «Умное голосование», были провластными кандидатами. Однако, в январе 2021 года, после ареста Алексея Навального и последовавших за этим акций протеста, Ходорковский изменил своё мнение и выступил в поддержку стратегии «Умного голосования».
Некоторые партии и кандидаты, попавшие в список «Умного голосования», заявили, что такая «поддержка» их дискредитирует и вредит им. Так, в сентябре 2020 глава партии «Родина» и член ОНФ Алексей Журавлёв назвал «политическим пиратством» и «тупым рейдерством» включение кандидатов партии на выборах в заксобрание Новосибирской области в списки УмГ.
В феврале 2021 года Максим Кац поддержал «Умное голосование», сравнив его с химиотерапией, применяемой для лечения онкологических заболеваний. По мнению политика, когда возможности голосовать за «своих кандидатов» не дали — надо выбирать меньшее из зол в избирательном бюллетене в соответствии с концепцией «Умного голосования».
Председатель политической партии «Справедливая Россия» Сергей Миронов в июне 2021 года заявил, что «Умное голосование» «затеняет самое главное»: если та или иная политическая сила, тот или иной кандидат действительно отвечает на запросы людей без всяких умных голосований, они [избиратели] придут и проголосуют".
17 сентября 2021 года пресс-секретарь президента Российской Федерации Дмитрий Песков озвучил позицию Кремля, согласно которой тактика «Умного голосования» рассматривается им как провокация, идущая во вред избирателям.
В июле 2021 были высказаны опасения, что противники «Умного голосования» могут идентифицировать значительное число его участников, «обогатив» утерянную в апреле 2021 года базу с 600 тысячами почтовых адресов, зарегистрировавшихся на сайте «Свободу Навальному!», с базой почтовых адресов, которые были собраны в июне-июле 2021 года из-за неправильной настройки сайта. 9 сентября 2021 года Иван Жданов в эфире «Дождя» заявил, что команда Навального откажется от сбора любых персональных данных среди участников проекта «Умное голосование».
По мнению политика Владимира Милова, сторонника Алексея Навального, если «консолидированное протестное голосование заработает в полную силу, это разрушит тот кулуарный механизм распределения должностей, который составляет основу сложившейся в последние 20 лет системы управления в стране». В августе 2019 года, в ответ на критику, Алексей Навальный подчеркнул, что стратегия не может быть идеальной и напомнил о том, что многие нынешние депутаты «Единой России» изначально декларировали другие взгляды и избирались от оппозиционных партий.
В сентябре 2021 года публицистка Алина Витухновская высказала мнение, что «Умное голосование» «есть не более чем коммерческий проект ФБК по продвижению в ГД определённых персон за определённые деньги», а также что «с точки зрения спецслужбистских технологий сдерживания протеста и монополизации власти, фонд действовал абсолютно в интересах автократии».